# Juryj Bieleńki
Juryj Adamawicz Bieleńki (biał. Юрый Адамавіч Беленькі; ros. Юрий Адамович Беленький, Jurij Adamowicz Bieleńki; ur. 5 maja 1960 w Mińsku) – białoruski polityk, w latach 1990–1995 deputowany do Rady Najwyższej Białoruskiej SRR/Rady Najwyższej Republiki Białorusi XII kadencji; członek Opozycji BNF – frakcji parlamentarnej partii Białoruski Front Ludowy (Biełaruski Narodny Front), o charakterze antykomunistycznym i niepodległościowym; obecnie p.o. przewodniczącego Konserwatywno-Chrześcijańskiej Partii „Białoruski Front Ludowy”.

## Życiorys

### Młodość i praca
Urodził się 5 maja 1960 roku w Mińsku, w Białoruskiej SRR, ZSRR. Pochodził z rodziny robotniczej. W 1982 ukończył studia z dziedziny finansów i kredytu w Białoruskim Państwowym Instytucie Gospodarki Narodowej. W latach 1982–1984 pracował jako kontroler-rewizor w obwodzie mohylewskim, w Urzędzie Kontrolno-Rewizyjnym Ministerstwa Finansów Białoruskiej SRR. Kolejne dwa lata służył w Armii Radzieckiej. Od 1986 do 1997 roku pracował w przedsiębiorstwach koncernu „Amkador”, m.in. jako kierownik działu finansów fabryki „Udarnik” (1986 – czerwiec 1995) oraz wicedyrektor generalny spółki „Amkador-Trust” (1 czerwca 1995 – 1997). Z ramienia przedsiębiorstwa uczestniczył w 1990 roku w kursach dokształcających w obszarze finansów i bankowości w Wielkiej Brytanii oraz, w 1994 roku, z dziedziny transformacji ustrojowej gospodarki w Niemczech Zachodnich.

### Działalność parlamentarna
16 maja 1990 roku został deputowanym ludowym do Rady Najwyższej Białoruskiej SRR XII kadencji (od 19 września 1991 roku – Rady Najwyższej Republiki Białorusi) z Kujbyszewskiego Okręgu Wyborczego Nr 36 miasta Mińska, a także deputowanym ludowym do Mińskiej Rady Miejskiej. Pełnił w Radzie Najwyższej funkcję członka Stałej Komisji ds. Planowania, Budżetu i Finansów. Na początku czerwca 1990 roku został skarbnikiem Grupy Deputackiej BNF (od 16 lipca pod nazwą Opozycja BNF). Odpowiadał na sprawy bankowe i finansowe frakcji. Stanowisko to było czysto formalne, ponieważ grupa nie miała własnych finansów i nie prowadziła żadnej związanej z nimi działalności. Był również członkiem tzw. Gabinetu Cieni Opozycji BNF. Kierował w nim Ministerstwem Finansów. Brał udział w opracowaniu i przyjęciu Deklaracji o Państwowej Suwerenności Białorusi, przygotowaniu projektów ustaw na nadzwyczajnej sesji Rady Najwyższej 24–25 sierpnia 1991 roku, w czasie której ogłoszono niepodległość Białorusi.
Współautor Koncepcji przejścia białoruskiej SRR na gospodarkę rynkową (jesień 1990 roku), Koncepcji reformy gospodarczej w Republice Białorusi (wiosna 1992 roku), Głównych kierunków reform dla wyjścia z kryzysu (przedwyborcza platforma gospodarcza BFL-u, wiosna 1995 roku), ustawy O bankach i działalności bankowej i innych projektów ustaw.
Uczestniczył w głodówce deputowanych Opozycji BNF 11–12 kwietnia 1995 roku w Sali Owalnej parlamentu, ogłoszonej na znak protestu przeciwko zainicjowanemu przez prezydenta Łukaszenkę referendum na temat wprowadzenia języka rosyjskiego jako drugiego języka państwowego, zmiany symboli państwowych Białorusi (biało-czerwono-białej flagi i herbu Pogoni) na symbole nawiązujące do radzieckich, integracji ekonomicznej z Federacją Rosyjską i prawie prezydenta do rozwiązywania parlamentu. W nocy z 11 na 12 kwietnia został razem z innymi protestującymi wywleczony siłą z sali parlamentu przez zamaskowanych funkcjonariuszy wojska i służb specjalnych, pobity, wywieziony samochodem, a następnie wyrzucony na ulicy w centrum Mińska. W dniach 13–14 kwietnia 1995 roku uczestniczył w procesie przed Sądem Konstytucyjnym, w którym Opozycja BNF oskarżyła prezydenta Łukaszenkę o monopolizację środków masowej informacji.
W wyborach parlamentarnych w 1995 roku kandydował ponownie, w Kujbyszewskim Okręgu Wyborczym Nr 249 miasta Mińska. Otrzymał 58% głosów, jednak jego kandydatura została bez wyjaśnień skreślona z listy deputowanych. Listy kierowane do różnych instancji z protestami i żądaniem wyjaśnienia zaistniałej sytuacji zostały zignorowane. W taki sam sposób potraktowany został inny kandydat BFL-u, Walancin Hołubieu. Zdaniem Zianona Pazniaka, była to część planowej falsyfikacji wyników wyborów, dokonanej z polecenia prezydenta Alaksandra Łukaszenki.
W 2010 roku Zianon Pazniak opisał w swoich wspomnieniach Juryja Bieleńkiego z początku lat 90. następująco:

Finansista, dobrze zna finanse i ekonomię, potrafił w sposób niewymuszony komunikować się z ludźmi w różnym wieku, w skomplikowanych sytuacjach zachowywał jasność myśli i spokojną wolę – cechy bardzo ważne dla polityka.

### Późniejsza działalność polityczna
W 1995 roku został wybrany na stanowisko wiceprzewodniczącego Białoruskiego Frontu Ludowego. W 1999 roku doszło do rozłamu we Froncie, w wyniku którego powstały dwa ugrupowania: Konserwatywno-Chrześcijańska Partia – BNF pod kierownictwem Zianona Pazniaka oraz Partia BNF pod kierownictwem Wincuka Wiaczorki. Bieleńki poparł Pazniaka i 26 września 1999 roku został wybrany na wiceprzewodniczącego KChP – BNF. Ze względu na przebywanie przewodniczącego Zianona Pazniaka od 1996 roku na emigracji politycznej, Bieleńki został także pełniącym obowiązki przewodniczącego na Białorusi. W 2006 roku został ponownie wybrany na to stanowisko.
17 listopada 2010 roku ok. godziny 19:45, Juryj Bieleńki wraz z Siarhiejem Papkouem zostali zatrzymani przez białoruskich pograniczników na granicy białorusko-litewskiej, na przejściu granicznym „Kamienny Łoh”, w czasie podróży autobusem relacji Kowno – Mińsk z Litwy na Białoruś. Przy politykach znaleziono książki autorstwa Zianona Pazniaka Ciażki czas i Deputaty niezależnaści. Zostali oni zmuszeni do opuszczenia pojazdu, książki zaś zatrzymano do ekspertyzy. Zdaniem Bieleńkiego, incydent miał charakter polityczny i był reakcją na nazwisko Pazniaka, jak też związany był ze zbliżającymi się wyborami prezydenckimi 19 grudnia.
Juryj Bieleńki jest jednym z organizatorów akcji na Białorusi, mających na celu zachowanie w narodzie białoruskim pamięci historycznej. Do takich akcji zaliczają się uroczystości Dnia Woli, związane z rocznicą ustanowienia Białoruskiej Republiki Ludowej, oraz marsz żałobny „Dziady”, polegający na organizowaniu procesji na uroczysko Kuropaty pod Mińskiem, gdzie w okresie terroru stalinowskiego mordowana była ludność cywilna. Marsz połączony jest z mityngiem oraz odnowieniem krzyży i składaniem kwiatów na grobach. 25 marca 2000 roku Bieleńki brał udział w mityngu w Mińsku, zorganizowanym przez opozycję z okazji Dnia Woli. Wiec został rozpędzony, a jego organizatorzy aresztowani. Podczas zatrzymania Bieleńki został pobity, doznał obrażeń głowy. Późniejsze próby wszczęcia śledztwa i złożenie skargi do sądu zakończyły się ignorowaniem sprawy przez władze sądownicze.

## Poglądy
Juryj Bieleńki uważa, że w społeczeństwie białoruskim powinien istnieć dobry przepływ informacji. Partia, której przewodzi, powinna budować swoją pozycję dzięki zdobywaniu zaufania Białorusinów. Niechętnie odnosi się do składania wizyt przez opozycjonistów rządowi rosyjskiemu. Uważa, że rywale Łukaszenki w wyborach prezydenckich prowadzą podwójną grę. Z jednej strony w przypadku wygrania wyborów deklarują zachowanie suwerenności Białorusi i przyjaznych stosunków z Rosją. Z drugiej zaś nie mają możliwości wygrania bez akceptacji ich kandydatury przez Moskwę, co uzależnia ich od polityki rosyjskiej. Według Bieleńkiego taka postawa, którą określił mianem pragmatycznej, doprowadziła w 1999 roku do rozłamu Białoruskiego Frontu Ludowego oraz powstania Partii BNF i KChP – BNF.

## Odznaczenia
- Medal 100-lecia Białoruskiej Republiki Ludowej – 2019[16]